# 花头鸺鹠
花头鸺鹠（学名：Glaucidium passerinum）是一种分布于欧亚大陆北部针叶林地带的一种小型鸮鸟，属于鸱鸮科鸺鹠属。成年花头鸺鹠身高约18厘米，体羽蓬松。头部灰色，顶部布满白色斑点。眼睛较小，虹膜呈橘黄色。喙灰色。上体灰褐色，有白色斑点；下体颜色偏白，带有灰褐色纵纹。脚为黄色。模式产地位于瑞典，中国黑龙江省和河北省清东陵有记载。属于中国国家二级重点保护野生动物。
- 幼鸟